# М'язовий лібералізм

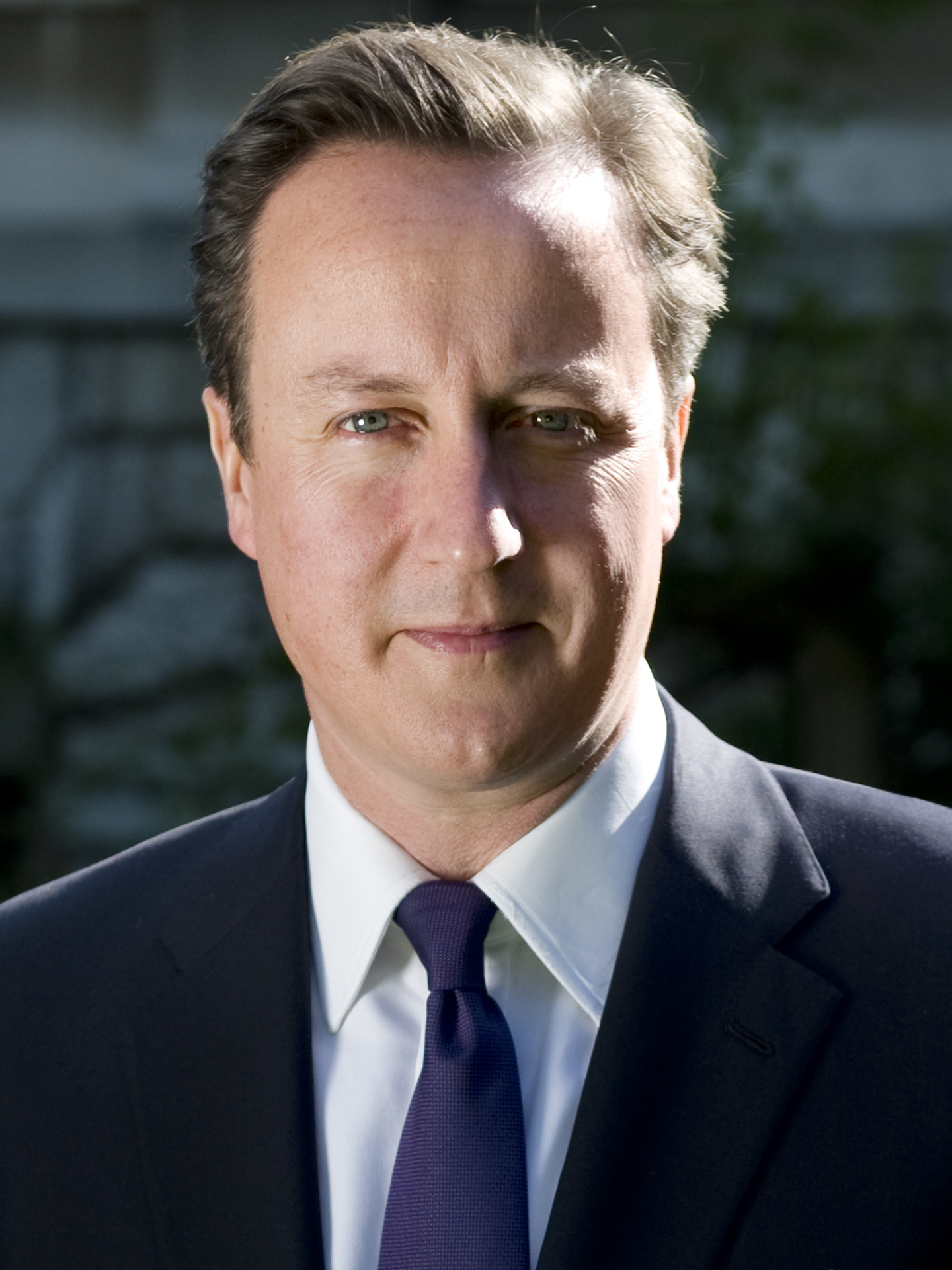
Колишній Прем'єр-міністр Великої Британії Девід Камерон

М'язовий або маскулінний лібералізм — це форма лібералізму, яку відстоює колишній прем'єр-міністр Великої Британії Девід Кемерон і яка описує його політику щодо державного мультикультуралізму.
Кемерон ввів цей термін у своїй промові в Мюнхені 5 лютого 2011 року. За словами Девіда Кемерона, «Відповідно до доктрини державного мультикультуралізму, ми заохочували різні культури жити окремим життям, окремо друг від друга і окремо від мейнстриму. Ми не змогли надати їм бачення суспільства, до якого вони хотіли б належати».

## Принципи
Теорія у тому, що мультикультуралізм перейшов від терпимості до безлічі культур до терпимості до багатьох систем цінностей, які можуть бути ворожі лібералізму.
Кемерон озвучив ці принципи під час виступу «Радикалізація та причини тероризму» на 47-й Мюнхенській конференції з безпеки в 2011 році, щоб боротися з тероризмом, що росте, щоб бути менш пасивним по відношенню до релігійної ненависті і протистояти зростаючим екстремістським активам.

### «Маскулінна» частина
- Заборонити проповідникам ненависті приїжджати до приймаючої країни.

- Суворо заборонити виділення державних грошей та пожертвувань групам, які не використовуються для боротьби з екстремістами.

- Заборонити діяльність організацій, що підбурюють до тероризму в країні, що приймає, і в закордонних країнах.

- Судити про допустимість діяльності релігійних організацій в країні, що приймає, на основі загальних прав людини, підтримки демократії та заохочення інтеграції з основними цінностями приймаючої країни.

- Зміцнення національної ідентичності шляхом надання людям можливості дотримуватися своєї релігії, але при цьому підтримувати ідентичність приймаючої країни, говорячи: «Я мусульманин, я індуїст, я християнин, але я також мешканець Лондона».

- Запобігання екстремізму в університетах та в'язницях.

### «Ліберальна» частина
- Просування ідеалів демократії, коли люди самі обирають свій уряд.
- Просування універсальних прав людини, включаючи рівні права для жінок та людей інших віросповідань.
- Свобода слова та віросповідання.
- Просування рівних прав, незалежно від раси, статі чи сексуальності.
- Верховенство закону.
- Просування індивідуалізму і, як наслідок, прав особистості.